# Relations entre le Canada et le Chili
Les relations entre le Canada et le Chili se rapportent aux relations internationales établies entre le Canada et la Chili. Ces pays se trouvent géographiquement opposés au sein du continent américain (le Canada à l'extrême nord et le Chili à l'extrême sud).
Les Chiliens résidant au Canada représentent la 4e communauté de la diaspora chilienne au regard de la population.

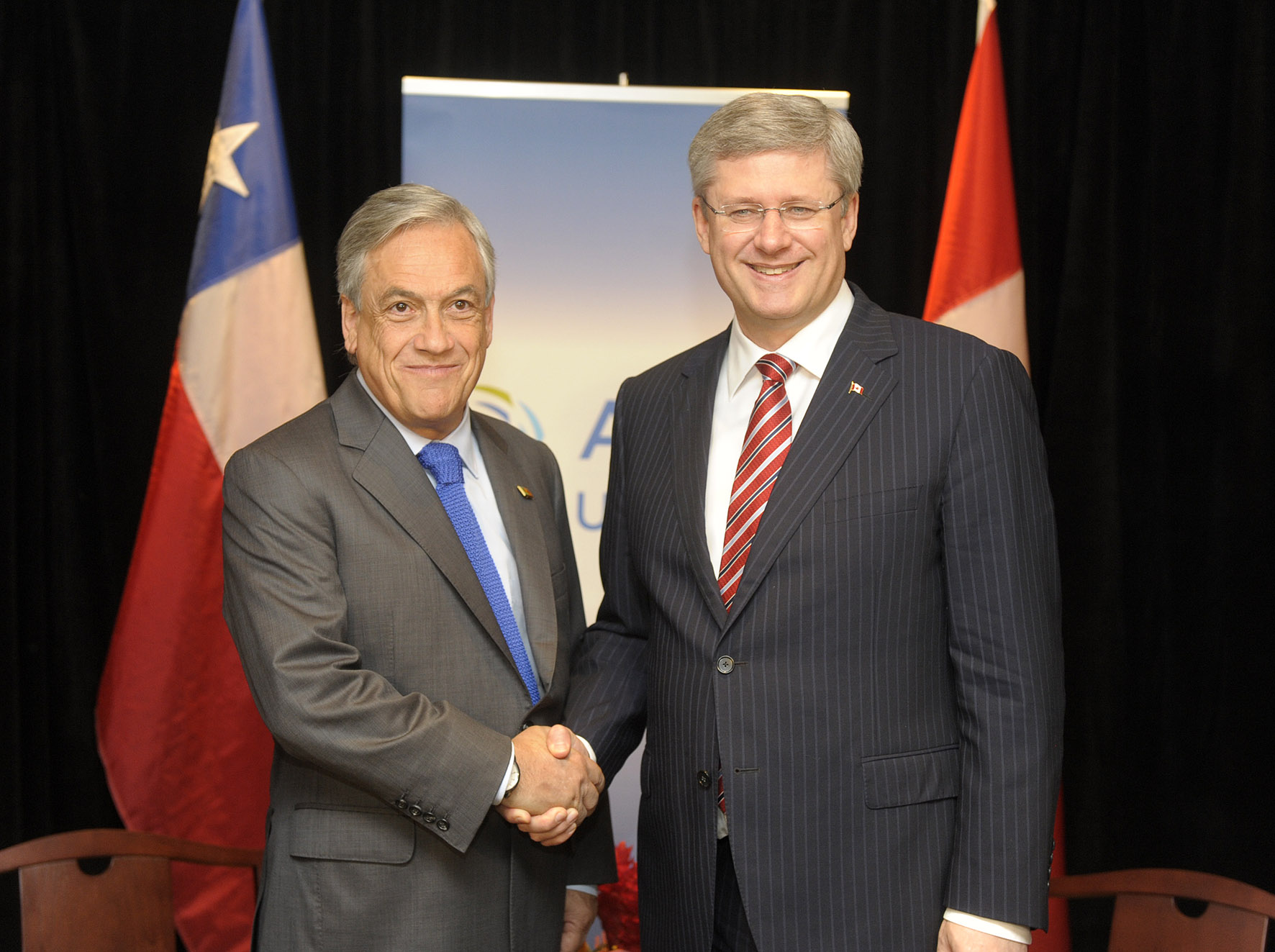
Le président chilien Sebastián Piñera avec le premier ministre canadien, Stephen Harper, lors d'une réunion bilatérale pendant le sommet de l'APEC en 2011 à Honolulu.

## Relations économiques
Un des piliers fondamentaux des relations commerciales entre le Chili et le Canada est l'accord de libre-échange que les deux États ont signé le 5 décembre 1996, entré en vigueur le 5 juillet de l'année suivante ; il élimine une grande partie des tarifs douaniers et facilite les échanges commerciaux bilatéraux. Les deux États sont également membres de l'Organisation des États américains (OEA) de la Coopération économique pour l'Asie-Pacifique (APEC) et de l'Accord de partenariat transpacifique (TPP).
En termes macroéconomiques, le Chili exporte principalement vers le Canada des produits et sous-produits dérivés du cuivre, de l'or et de l'argent, du vin et des fruits ; alors que le Canada exporte principalement au Chili du pétrole et ses dérivés, du polyéthylène et du chlorate de sodium.
S'agissant du tourisme, à partir du 22 novembre 2014, les autorités canadiennes ont exempté les citoyens chiliens de l'obligation du visa de tourisme pour des séjours pouvant aller jusqu'à six mois, faisant du Chili l'unique pays d'Amérique latine à bénéficier de cette mesure.

## Missions diplomatiques
- le Canada a une ambassade à Santiago et deux consulats honoraires à Antofagasta et Conception[2].
- le Chili a une ambassade à Ottawa et trois consulats généraux à Montréal, Toronto et Vancouver[3].